# Vincent Feigenbutz
Vincent Feigenbutz (* 11. September 1995 in Karlsruhe) ist ein deutscher Profiboxer aus Karlsruhe.

## Karriere (seit 2011)
Seinen ersten Profikampf bestritt Vincent Feigenbutz bereits als 16-Jähriger am 3. Dezember 2011 erfolgreich gegen Zdenek Siroky; den nachfolgenden Kampf gegen Roman Alesin verlor er. Seither besiegte er fast alle Gegner vorzeitig, was ihm in den Medien die Titulierung als „K.o.-King“ oder „K.o.-Prinz“ einbrachte. Gegen Tiran Mkrtschjan behielt er am 27. Juli 2013 nur knapp nach Punkten die Oberhand. Am 21. März 2015 gewann Feigenbutz durch technischen K. o. gegen den bis dahin in 22 Kämpfen unbesiegten Ungarn Balazs Kelemen den WBO-Interkontinentaltitel. Am 18. Juli 2015 besiegte er den Peruaner Mauricio Reynoso bereits in der dritten Runde und wurde dadurch „Interims“-Meister der WBA. Am 17. Oktober 2015 konnte er den Titel mit einem sehr umstrittenen Punktsieg gegen den Italiener Giovanni de Carolis verteidigen. In diesem Kampf ging Feigenbutz bereits in der ersten Runde zu Boden und war auch in der vierten Runde nach einem Treffer seines Gegners angeschlagen. In den Augen der meisten Beobachter hätte der Italiener als Punktsieger hervorgehen müssen. Feigenbutz bot seinem Gegner daraufhin noch im Ring einen Rückkampf an. Dieser fand am 9. Januar 2016 in Offenburg statt. Aus dem Kampf, der von der WBA kurzfristig als WM-Titelkampf eingestuft wurde und vor dem Feigenbutz am 6. Januar 2016 zum regulären WBA-Weltmeister (zweitrangiger Titel nach Super Champion) und Titelverteidiger erklärt wurde, ging Carolis als Sieger hervor. Wenige Wochen nach der Niederlage gab er die Trennung von seinem bisherigen Trainer bekannt, neuer Trainer wurde Karsten Röwer.
Nach drei Aufbaukämpfen besiegte er am 3. Dezember 2016 den Deutsch-Albaner Mike Keta durch K. o. in der 2. Runde und wurde dadurch „Intercontinental“-Meister der IBF. Diesen Titel verteidigte er im Jahr 2017 gegen den Ungarn Norbert Nemesapati und den Argentinier Gaston Alejandro Vega und im Februar 2018 gegen den Südafrikaner Ryno Liebenberg. Im Januar 2019 siegte er in einem Titelkampf der unbedeutenden Global Boxing Union, der in der fünften Runde zu seinen Gunsten abgebrochen wurde, gegen den polnischen Boxer Przemysław Opalach. Den Titel konnte er erfolgreich am 17. August 2019 in Ludwigshafen gegen den Spanier Cesar Nunez durch TKO in der 8. Runde verteidigen.
Am 15. Februar 2020 kämpfte Feigenbutz in Nashville in den USA um den IBF-Titel gegen Caleb Plant. Der Ringrichter brach den Kampf in der zehnten Runde ab, nachdem Feigenbutz zuvor bereits alle Runden verloren hatte.
Feigenbutz’ Manager zwischen 2012 und 2020 war Rainer Gottwald von der Fächer Sportmanagement GmbH. Ab September 2014 hat er außerdem einen Promotionvertrag mit Sauerland Event (später Wasserman Boxing). Seit 2022 wird er von Thorsten Rudolph und Christina Hezinger gemanagt.

## Liste der Profikämpfe
| 35 Siege (31 K.-o.-Siege), 3 Niederlagen, 0 Unentschieden |               |                                     |                                                                         |                                     |
| Jahr                                                      | Tag           | Ort                                 | Gegner                                                                  | Ergebnis                            |
| 2011                                                      | 3. Dezember   | Turnhalle, Kirrlach                 | Zdenek Siroky                                                           | Sieg / KO 1. Runde                  |
| 2012                                                      | 24. März      | Stadtwerke Arena, Münster           | Roman Alesin                                                            | Niederlage / TKO 3. Runde           |
| 2012                                                      | 22. Juli      | Karate-Club, Karlsruhe              | Bernd Hargesheimer                                                      | Sieg / TKO 1. Runde                 |
| 2012                                                      | 15. Dezember  | Rheinstrandhalle, Karlsruhe         | Istvan Szucs                                                            | Sieg / KO 3. Runde                  |
| 2013                                                      | 9. März       | CU Arena, Hamburg                   | Attila Korda                                                            | Sieg / KO 1. Runde                  |
| 2013                                                      | 11. Mai       | Ufgauhalle, Rheinstetten            | Lazar Rostas                                                            | Sieg / KO 1/4                       |
| 2013                                                      | 6. Juli       | Sportzentrum, Nagyvenyim            | Matija Kelemen                                                          | Sieg / TKO 1/4                      |
| 2013                                                      | 27. Juli      | Kugelbake-Halle, Cuxhaven           | Tiran Mkrtschjan                                                        | Sieg / Mehrheitsentscheidung 6/6    |
| 2013                                                      | 1. November   | ASV-Halle, Dachau                   | Sasa Trninic                                                            | Sieg / TKO 1/4                      |
| 2013                                                      | 23. November  | Jastrzębie-Zdrój (Polen)            | Maciej Miszkin                                                          | Sieg / TKO 3/8                      |
| 2014                                                      | 1. Februar    | Okraglak-Halle, Opole               | Andrzej Soldra                                                          | Sieg / TKO 1/8                      |
| 2014                                                      | 28. März      | MBS Arena Potsdam, Potsdam          | Misa Nikolic                                                            | Sieg / TKO 1/6                      |
| 2014                                                      | 10. Mai       | Europahalle Karlsruhe, Karlsruhe    | Chris Mafuta                                                            | Sieg / TKO 2/12                     |
| 2014                                                      | 7. Juni       | Sport- und Kongresshalle, Schwerin  | Gheorghe Sabau                                                          | Sieg / KO 3/8                       |
| 2014                                                      | 13. Juni      | Bavaria Film, München               | Peter Orlik                                                             | Sieg / KO 2/8                       |
| 2014                                                      | 30. August    | Gerry-Weber-Stadion, Halle (Westf.) | Slavisa Simeunovic gewonnener WBO-Intercontinental-Meisterschaftstitel  | Sieg / TKO 1/12                     |
| 2014                                                      | 27. September | Sparkassen-Arena, Kiel              | Guram Natsulishvili WBO-Intercontinental-Titelverteidigung              | Sieg / TKO 3/12                     |
| 2014                                                      | 22. November  | Echo Arena Liverpool, Liverpool     | Olegs Fedotovs                                                          | Sieg / TKO 2/8                      |
| 2014                                                      | 13. Dezember  | Messplatz, Karlsruhe                | Ionut Trandafir Ilie                                                    | Sieg / Aufgabe 2/10                 |
| 2015                                                      | 21. März      | Stadthalle Rostock, Rostock         | Balazs Kelemen gewonnener WBO-Intercontinental-Meisterschaftstitel      | Sieg / TKO 9/12                     |
| 2015                                                      | 18. Juli      | Gerry-Weber-Stadion, Halle (Westf.) | Mauricio Reynoso gewonnener WBA-Interim-Meisterschaftstitel             | Sieg / TKO 3/12                     |
| 2015                                                      | 17. Oktober   | dm-Arena, Karlsruhe                 | Giovanni de Carolis WBA-Interim-Titelverteidigung                       | Sieg / Punktsieg (einstimmig) 12/12 |
| 2016                                                      | 9. Januar     | Baden-Arena, Offenburg              | Giovanni de Carolis verlorener WBA-Weltmeisterschaftstitelkampf         | Niederlage / TKO 11/12              |
| 2016                                                      | 7. Mai        | Barclaycard Arena, Hamburg          | Crispulo Javier Andino                                                  | Sieg / TKO 3/8                      |
| 2016                                                      | 30. Juli      | First Direct Arena, Leeds           | Wilmer Gonzalez                                                         | Sieg / TKO 2/6                      |
| 2016                                                      | 1. Oktober    | Jahnsportforum, Neubrandenburg      | Guillermo Ruben Andino                                                  | Sieg / TKO 6/8                      |
| 2016                                                      | 3. Dezember   | Ufgauhalle, Rheinstetten            | Mike Keta gewonnener IBF-Intercontinental-Meisterschaftstitelkampf      | Sieg / KO 2/12                      |
| 2017                                                      | 13. Mai       | Ufgauhalle, Rheinstetten            | Norbert Nemesapati IBF-Intercontinental-Titelverteidigung               | Sieg / Punktsieg (einstimmig) 12/12 |
| 2017                                                      | 27. Oktober   | Sport- und Kongresshalle, Schwerin  | Gaston Alejandro Vega IBF-Intercontinental-Titelverteidigung            | Sieg / KO 11/12                     |
| 2018                                                      | 17. Februar   | MHPArena, Ludwigsburg               | Ryno Liebenberg IBF-Intercontinental-Titelverteidigung                  | Sieg / TKO 6/12                     |
| 2018                                                      | 15. September | Friedrich-Ebert-Halle, Ludwigshafen | Yusuf Kangül                                                            | Sieg / TKO 6/12                     |
| 2019                                                      | 26. Januar    | Ufgauhalle, Rheinstetten            | Przemysław Opalach gewonnener GBU-Weltmeisterschaftstitel               | Sieg / TKO 5/12                     |
| 2019                                                      | 17. August    | Friedrich-Ebert-Halle, Ludwigshafen | Cesar Nunez GBU-Titelverteidigung IBO-International-Meisterschaftstitel | Sieg / TKO 8/12                     |
| 2020                                                      | 15. Februar   | Bridgestone Arena, Nashville        | Caleb Plant verlorener IBF-Weltmeisterschaftstitelkampf                 | Niederlage / TKO 10/12              |
| 2020                                                      | 28. August    | Havelstudios, Berlin                | Jama Saidi gewonnener IBF-Intercontinental-Meisterschaftstitelkampf     | Sieg / Punktsieg (einstimmig) 12/12 |
| 2021                                                      | 19. Juni      | Universum Gym, Hamburg              | Nuhu Lawal                                                              | Sieg / KO 9/10                      |
| 2022                                                      | 16. April     | Ballhaus Forum, Unterschleißheim    | Kenan Catic                                                             | Sieg / TKO 2/8                      |
| 2022                                                      | 10. September | Universum Gym, Hamburg              | Diego Ramirez                                                           | Sieg / KO 4/8                       |
| 2023                                                      | 24. Juni      | Eisstadion Heilbronn                | Marcos Jesus Cornejo                                                    | Sieg / KO 4/8                       |
| (Quelle: BoxRec-Datenbank)                                |               |                                     |                                                                         |                                     |